# Хуан Мануель Асенсі
Хуан Мануель Асенсі (ісп. Juan Manuel Asensi, нар. 23 вересня 1949, Аліканте) — іспанський футболіст, що грав на позиції півзахисника.
Виступав, зокрема, за «Барселону», а також збірну Іспанії, у складі якої був учасником чемпіонату світу, Європи та Олімпійських ігор.

## Клубна кар'єра
У дорослому футболі дебютував 1967 року виступами за команду «Ельче», в якій провів три сезони, взявши участь у 80 матчах чемпіонату, в яких забив 23 голи.

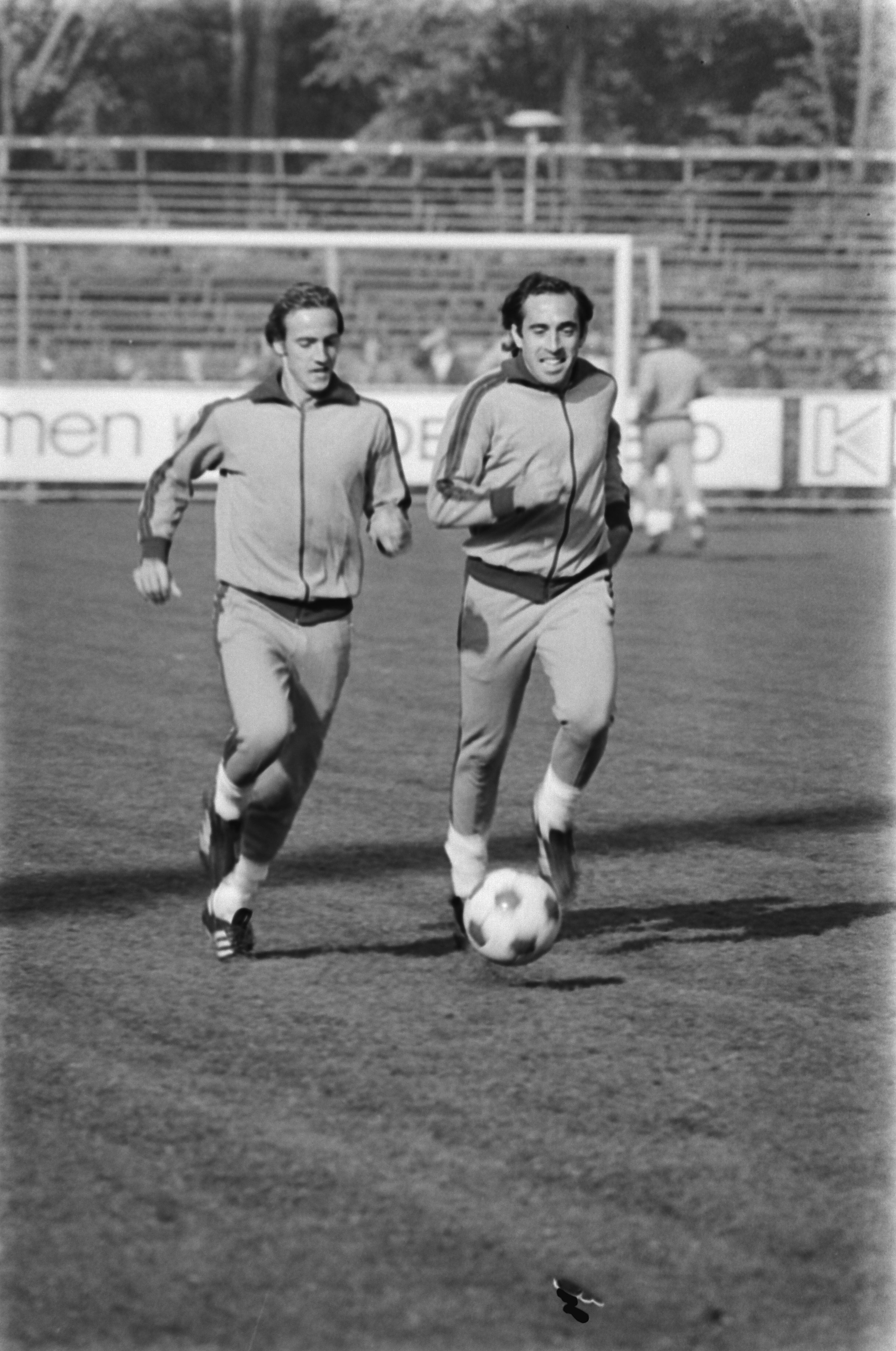
Хуан Асенсі (праворуч) та Йоган Нескенс на тренуванні «Барселони». 1977 рік.

1970 року за 80 мільйонів песет був проданий в «Барселону», де провів 11 сезонів, ставши капітаном команди після уходу Йогана Кройфа. За цей час виборов титул чемпіона Іспанії у 1974 році, вигравав Кубок Іспанії у 1971 і 1978 роках, а також став володарем Кубка ярмарків та Кубка кубків УЄФА, при цьому у фіналі останнього з цих турнірів Асенсі забив гол, допомігши своїй команді здолати «Фортуну» (Дюссельдорф) з рахунком 4:3.
Асенсі увійшов в історію «Барселони», як гравець, що провів 492 матчі за клуб (10 результат в історії) і забив за команду 130 голів. Останній матч за «синьо-гранатових» Асенсі провів 9 листопада 1980 року на «Камп Ноу» у матчі проти «Атлетіко Мадрид».
Незважаючи на 10-річну гру в основному складі «Барси», Асенсі залишив команду по ходу сезону 1980/81, прийнявши дуже економічно вигідну пропозицію від мексиканської «Пуебли», за яку він виступав до 1982 року, а потім ще один сезон зіграв у складі іншої місцевої команди «Оастепек», де і закінчив кар'єру.
24 травня 1981 року був зіграний прощальний матч між «Барселоною» і клубом «Пуебла», в якому тоді грав Асенсі. Гра завершилася з рахунком 2:1 на користь «Барселони», а Асенсі відіграв по тайму за кожну команду.
Після завершення кар'єри гравця Асенсі став тренувати молодіжний склад «Барселони», а потім, в 1984 році заснував в Барселоні футбольну школу для молоді під назвою «Школа ТАРР» (кат. Escuela TARR), своє ім'я вона отримала від прізвищ 4-х її засновників — Антоні Торреса, Хуана Асенсі, Карлеса Рексача і Хоакіма Ріфе.

## Виступи за збірну
У 1968 році брав участь у футбольному турнірі літньої Олімпіади в Мехіко. Виходив на поле у трьох матчах і дійшов з командою до чвертьфіналу.
23 лютого 1969 року дебютував в офіційних матчах у складі національної збірної Іспанії в грі відбору на чемпіонат світу 1970 року проти Бельгії (1:2), в якій забив дебютний гол за збірну.
З 1978 року був капітаном збірної, поїхавши з нею того ж року на чемпіонату світу 1978 року в Аргентині. Там Хуан Мануель зіграв у всіх трьох матчах своєї команди і забив гол у грі проти Швеції (1:0), але його команда не подолала груповий етап.
За два роки у складі збірної був учасником чемпіонату Європи 1980 року в Італії, де зіграв у двох іграх, теж виводячи команду у статусі капітана, але і цього разу іспанцям не вдалось пройти груповий бар'єр. А останній матч на чемпіонаті, 15 червня зі збірною Бельгії, програний з рахунком 1:2, став і останнім для Асенсі у формі збірної.
Загалом протягом кар'єри у національній команді, яка тривала 12 років, провів у її формі 41 матч, забивши 7 голів.

### Статистика
| Виступи           | Виступи           | Виступи           | Чемпіонат | Чемпіонат | Кубок | Кубок | Єврокубки | Єврокубки | Інше | Інше | Всього | Всього |
| Клуб              | Ліга              | Сезон             | Ігри      | Голи      | Ігри  | Голи  | Ігри      | Голи      | Ігри | Голи | Ігри   | Голи   |
| ----------------- | ----------------- | ----------------- | --------- | --------- | ----- | ----- | --------- | --------- | ---- | ---- | ------ | ------ |
| «Ельче»           | Ла-Ліга           | 1966/67           | 1         | 0         | 0     | 0     | —         | —         | —    | —    | 1      | 0      |
| «Ельче»           | Ла-Ліга           | 1967/68           | 23        | 7         | 7     | 1     | —         | —         | —    | —    | 30     | 8      |
| «Ельче»           | Ла-Ліга           | 1968/69           | 26        | 6         | 6     | 1     | —         | —         | —    | —    | 32     | 7      |
| «Ельче»           | Ла-Ліга           | 1969/70           | 30        | 10        | 2     | 0     | —         | —         | —    | —    | 32     | 10     |
| «Ельче»           | Всього            | Всього            | 80        | 23        | 15    | 2     | 0         | 0         | 0    | 0    | 95     | 25     |
| «Барселона»       | Ла-Ліга           | 1970/71           | 16        | 1         | 8     | 0     | 0         | 0         | —    | —    | 24     | 1      |
| «Барселона»       | Ла-Ліга           | 1971/72           | 33        | 10        | 4     | 0     | 5         | 3         | —    | —    | 42     | 13     |
| «Барселона»       | Ла-Ліга           | 1972/73           | 29        | 5         | 2     | 0     | 2         | 0         | —    | —    | 33     | 5      |
| «Барселона»       | Ла-Ліга           | 1973/74           | 34        | 11        | 7     | 3     | 2         | 0         | —    | —    | 43     | 14     |
| «Барселона»       | Ла-Ліга           | 1974/75           | 27        | 5         | 4     | 0     | 7         | 3         | —    | —    | 38     | 8      |
| «Барселона»       | Ла-Ліга           | 1975/76           | 29        | 11        | 6     | 2     | 8         | 2         | —    | —    | 43     | 15     |
| «Барселона»       | Ла-Ліга           | 1976/77           | 34        | 7         | ?     | ?     | 8         | 4         | —    | —    | ?      | ?      |
| «Барселона»       | Ла-Ліга           | 1977/78           | 32        | 9         | ?     | ?     | 10        | 2         | —    | —    | ?      | ?      |
| «Барселона»       | Ла-Ліга           | 1978/79           | 33        | 12        | ?     | ?     | 9         | 1         | —    | —    | ?      | ?      |
| «Барселона»       | Ла-Ліга           | 1979/80           | 22        | 2         | ?     | ?     | 4         | 1         | —    | —    | ?      | ?      |
| «Барселона»       | Ла-Ліга           | 1980/81           | 10        | 1         | ?     | ?     | 2         | 0         | —    | —    | ?      | ?      |
| «Барселона»       | Всього            | Всього            | 299       | 74        | 31    | 5     | 57        | 16        | 0    | 0    | 387    | 95     |
| Всього за кар'єру | Всього за кар'єру | Всього за кар'єру | 379       | 97        | 46    | 7     | 57        | 16        | 0    | 0    | 482    | 120    |

## Титули і досягнення
- Чемпіон Іспанії (1):

«Барселона»: 1973/74
- Володар Кубка Іспанії (3):

«Барселона»: 1970/71, 1977/78, 1980/81
- Володар Кубка ярмарків (1):

«Барселона»: Суперфінал 1971
- Володар Кубка Кубків УЄФА (1):

«Барселона»: 1978/79